# Naoko Takahaši
Naoko Takahaši (japonsko 高橋 尚子), japonska atletinja, * 6. maj 1972, Gifu, Japonska.
Nastopila je na poletnih olimpijskih igrah leta 2000, kjer je osvojila naslov olimpijske prvakinje v maratonu. Dvakrat je osvojila Bostonski maraton in Nagojski maraton ter enkrat Tokijski maraton. 30. septembra 2001 je postavila svetovni rekord v maratonu s časom 2:19:46, veljal je teden dni.